# Карасик, Владлен Михайлович
Владлен Михайлович Карасик (30 августа 1936, Козелец — 10 марта 2004) — советский хозяйственный и политический деятель, Народный депутат Украины.

## Биография
Родился 30 августа 1936 года в городе Козельце Черниговской области в семье служащих. Окончил Киевский технологический институт пищевой промышленности по специальности инженер-теплоэнергетик. С 1961 года работал на руководящих должностях Купянского сахарного комбината, Харьковского сахсвеклотреста. Член КПСС с 1964 года.
С 1965 года — директор сахарного комбината имени Ленина.
С 1978 года — генеральный директор Харьковского производственного объединения по производству, заготовке и переработке свеклы, генеральный директор ассоциации «Харьковсахар». Депутат Харьковского областного совета, член обкома профсоюза работников агропромышленного комплекса.
В 1990 году в ходе первых альтернативных парламентских выборов в Украинской ССР был выдвинут кандидатом в народные депутаты коллективом Свердловского свеклосовхоза Богодуховского района. 18 марта 1990 года среди 7 претендентов во втором туре был избран народным депутатом Верховного совета Украинской ССР XII созыва (в дальнейшем — Верховной рады Украины I созыва), набрав 59,30% голосов. Входил в группы «Аграрии». Был членом Комиссии Верховной Рады Украины по вопросам агропромышленного комплекса. В 1994 году избран депутатом Верховной Рады Украины II созыва от Богодуховского избирательного округа № 387 (Харьковская область). В 1998 году сложил свои депутатские полномочия.
Жил в Киеве. Умер 10 марта 2004 года. Похоронен на Байковом кладбище (участок № 52а) .

## Награды
Награждён орденами Ленина, Трудового Красного Знамени, грамотой Президиума ВС УССР.